# Skaill House

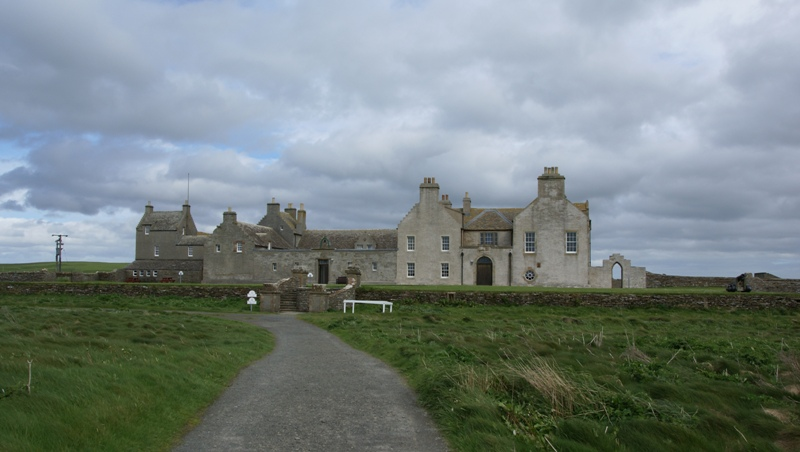
Skaill House, gezien vanuit het westen

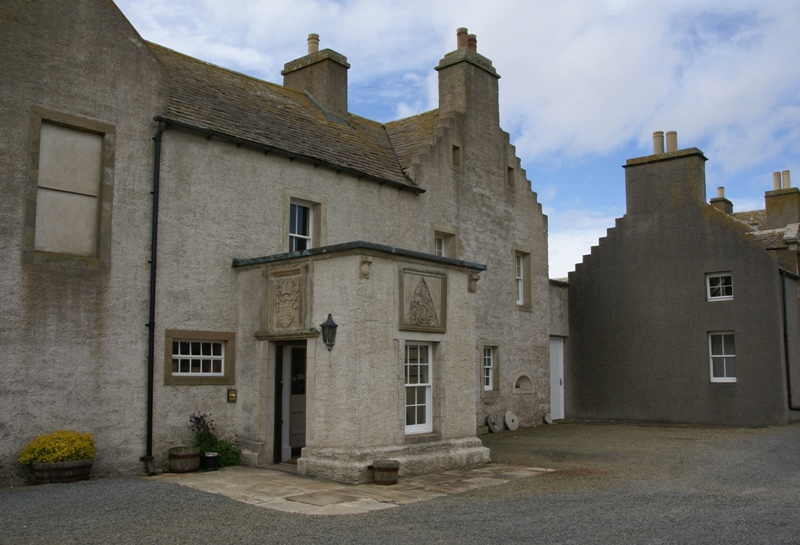
De oostelijke ingang

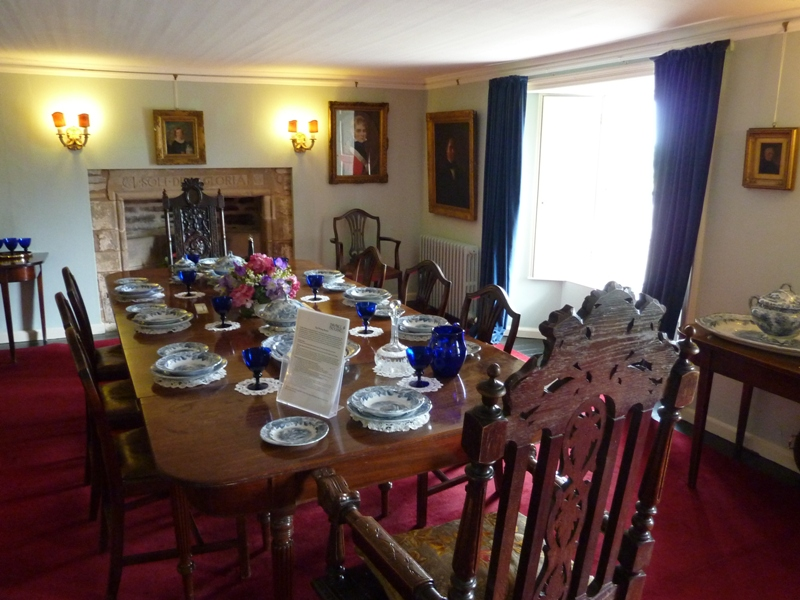
De eetkamer

Skaill House is een van oorsprong zeventiende-eeuws landhuis, westelijk gelegen op Mainland, een van de Schotse Orkney-eilanden. Het landhuis is grotendeels achttiende- en negentiende-eeuws.

## Geschiedenis
De oudste vermelding van de naam Skaill (Oudnoors voor hal) dateert uit 1492. In de late zestiende eeuw was er sprake van een niet al te grote boerderij op de landgoederen van graaf Robert Stewart. Nadat diens zoon en opvolger Patrick in 1614 wegens verraad ter dood was gebracht kwam Skaill in handen van bisschop George Graham. Deze bisschop bouwde het landgoed Skaill uit en realiseerde in de jaren twintig van de zeventiende eeuw de Mansion House, dat later bekend werd als de centrale vleugel van het complex. Hij gaf Skaill House aan zijn jongste zoon John Graham, die daarmee de eerste laird van Skaill House en van de Breckness Estate werd.
Zijn zoon Harie werd de tweede laird. Deze breidde het Mansion House in de jaren zeventig van de zeventiende eeuw uit. Hij voegde vermoedelijk de gebouwen toe aan de oost- en westzijde van de binnenplaats.
De derde laird was Haries kleinzoon Robert. Diens zoon Robert werd op 11-jarige leeftijd de vierde laird. Zijn tweede zoon Patrick Graham was de vijfde laird. Zeven jaar nadat hij het landgoed erfde, verkocht hij het wegens financiële problemen aan zijn zwager William Watt, die de zesde laird van Skaill werd. William Watt breidde het landhuis uit, onder meer met de zuidelijke vleugel, en moderniseerde de boerderij. Hij maakte de westzijde tot de nieuwe hoofdingang.
Zijn zoon William Graham Watt werd de zevende laird, die eveneens een progressief beleid voerde. Hij ontdekte in 1850 de nabijgelegen Neolithische nederzetting Skara Brae. Zijn zoon William Watt Graham Watt was de achtste laird. Deze bouwde 0,8 kilometer ten oosten van Skaill House een nieuwe residentie genaamd Kierfold House. Zijn zussen bewoonden Skaill House. Zijn neef William George Thomas Watt volgde hem op als de negende laird. In 1878 bouwde hij onder andere het oostelijke portaal. Hij liet het landgoed na aan zijn zus, die kinderloos overleed en het landgoed naliet aan haar neef kolonel Henry William Scarth, die de elfde laird werd. De kolonel breidde het landhuis uit. Zo voegde hij de trapgevels toe aan de oostelijke vleugel en bouwde een extra verdieping op de negentiende-eeuwse toren.
Vanaf 1991 is majoor Malcolm Robert Scarth Macrae van Binscarth de twaalfde laird. Skaill House stond toen leeg, totdat het werd gerestaureerd en ingericht als museum. Skaill House werd in juni 1997 geopend voor het publiek.

## Bouw
Skaill House is gebouwd in het duingebied tussen Loch of Skaill en de Atlantische Oceaan.
Het complex dat bekendstaat als Skaill House is min of meer gelegen op een noord-zuidelijke as. Het oude Mansion House vormt het centrale deel met vier vleugels rondom een vierkante binnenplaats. Ten zuiden van dit centrale deel bevindt zich de zuidvleugel met een vierkante plattegrond. Centraal aan de westzijde van deze zuidvleugel bevindt zich een poort en centraal aan de oostzijde bevindt zich een toegangsportaal. Ten noorden van het centrale deel bevindt zich aan de oostzijde een noord-zuidelijk georiënteerde aanbouw die leidt naar een noordelijker gelegen toren van drie verdiepingen. Aan de oostzijde van deze toren is een west-oostelijk georiënteerde noordvleugel opgetrokken.
De oostelijke gevel van de noordelijke vleugel van het centrale deel is hoogstwaarschijnlijk het oudste deel van het complex en dateert uit de zestiende eeuw. Oorspronkelijk stond hier een gebouw dat in documenten uit 1628 en 1790 werd aangeduid als de oude hal.
Boven de westelijke toegang bevindt zich een steen die de uitbreiding uit 1676 herdenkt. De tekst luidt:"Weak things grow strong through unity and love. By discord, strong things weak, and weaker prove." De initialen HEG verwijzen naar Harie Graham en zijn vrouw Euphemia, dochter van bisschop Honyman.
Ten zuiden van de zuidelijke vleugel en voor het oostelijke portaal werd aan het einde van de twintigste eeuw een begraafplaats ontdekt die dateert van vóór de tijd van de Vikingen. Hierbij werden vijftien skeletten gevonden. Vermoedelijk betreft het hier vroeg christelijke, wellicht pictische, graven. In de jaren dertig van de twintigste eeuw werden eveneens skeletten gevonden onder de vloer van de hal in de zuidelijke vleugel.
Zo'n 180 meter ten zuidoosten van het complex staat een rechthoekige duiventil daterende uit de achttiende eeuw. Zo'n 140 meter ten noordoosten van het complex bevindt zich een ommuurde tuin uit de achttiende eeuw.
Zo'n 180 meter ten westen van Skaill House ligt de neolithische nederzetting Skara Brae.

## Folklore
Er gaan verhalen dat het spookt in Skaill House. Er wordt verhaald over het geluid van voetstappen komende uit ongebruikte delen van het huis. Ook zijn er verhalen dat ooit een hond dol werd van angst en zich verborg onder het bed. Een andere keer voelde een gast een gewicht op zijn bed, maar zag niemand. Zodra hij uit bed kwam was het gewicht weer verdwenen. Er is maar één melding dat een verschijning is gezien; deze rept over de verschijning van een oude vrouw.

## Beheer
Skaill House is privé-eigendom en ingericht als museum.